# Dystrykt Gomoa West
Gomoa West – jeden z dwudziestu dwóch okręgów w Regionie Centralnym w Ghanie. Według spisu w 2021 roku liczy 129,5 tys. mieszkańców. Jego stolicą jest nadmorskie miasto Apam.

## Gospodarka
Gospodarka dystryktu jest zdominowana przez rolnictwo, leśnictwo i rybołówstwo, ponieważ obszar ten leży w lesie i ma pas przybrzeżny, gdzie ziemia jest żyzna pod uprawę roślin dochodowych, takich jak kakao. Uprawia się także kawę, kokos, babkę lancetowatą, pochrzyn, banany i warzywa. Pozostali to głównie górnicy, rzemieślnicy, mechanicy samochodowi i radiowi, szwaczki, murarze i rzeźbiarze w drewnie. Dużym przedsiębiorstwem produkcyjnym w regionie jest Cementownia Pozzolana. Istnieje wiele miejsc wydobywania kamienia ze względu na duże złoża skał. Ogromne złoża soli dały początek lokalizacji centrów wydobycia soli w Apam i Mankoadze. Istnieją również produkcja i naprawa łodzi, oraz słabo rozwinięta turystyka.